# Coranthus polyacanthus
Coranthus polyacanthus és una espècie de peix pertanyent a la família dels apogònids i l'única del gènere Coranthus.

## Descripció
- Pot arribar a fer 22 cm de llargària màxima.
- 8 espines i 10 radis tous a l'aleta dorsal i 2 espines i 8 radis tous a l'anal.[3][4]

## Depredadors
És depredat pel celacant (Latimeria chalumnae).

## Hàbitat
És un peix marí, bentopelàgic i de clima temperat.

## Distribució geogràfica
Es troba a Indonèsia, el Japó, Madagascar, Maurici i Reunió.

## Observacions
És inofensiu per als humans.